# 국립대구기상과학관
국립대구기상과학관(國立大邱氣象科學館)은 2014년 11월 26일 개관한 대한민국의 기상과학관이다. 
기상과학관은 기상기후, 기후변화 등에 대한 이해를 높이고 우리나라 기상과학의 역사와 발전과정을 한눈에 볼 수 있는 현장 학습의 장으로,
우리 삶과 밀접하게 연결된 기상기후를 느낄 수 있는 공간이다.

## 운영시간 및 휴관
- 운영시간  개관일 : 매주 화요일 ~ 일요일 관람시간 : 10:00 ~ 17:30 (입장마감 17:00)

- 휴관일
  - 1월 1일
  - 매주 월요일 (월요일이 공휴일인 경우 다음의 첫 번째 평일)
  - 설날, 추석 당일

## 요금
국립대구기상과학관의 요금은 아래와 같고, 세부사항은 국립대구기상과학관 공식 홈페이지에서 확인 가능하다.
| 구분                | 개인    | 단체 (20인 이상) | 비고               |
| ------------------- | ------- | ---------------- | ------------------ |
| 성인                | 2,000원 | 1,000원          | 20세 ~ 64세        |
| 청소년 및 어린이    | 1,000원 | 500원            | 8세 ~ 19세         |
| 유아(유치원생 포함) | 면제    | 면제             | 7세 이하           |
| 우대고객            | 면제    | 면제             | 하단 홈페이지 참조 |
| 할인고객            | 1,000원 | 500원            | 하단 홈페이지 참조 |

https://science.kma.go.kr/daegu/exhibit/info

## 전시관

### 로비 - 날씨를 만들어요
- 시간, 습도, 바람을 이용한 날씨만들기

### 1전시관 - 기상과의 만남
- 지구ON - 실시간 천리안 위성 영상, 태양계
- [공기연구소] 변화무쌍한 공기의 온도, 무색 무취의 공기, 가벼운 공기의 힘
- [바람 연구소] 바람을 만들어요, 계절 따라 부는 바람, 지역 따라 부는 바람, 빌딩숲이 만드는 바람
- [빗방울 연구소] 물방울이 돌고 돌아, 맑은 날, 흐린 날, 비 오는 날, 구름의 여러 가지 얼굴

### 2전시관 - 날씨 속 과학
- 날씨 아카이브(3D체험)
- 기상과학정보(기상갤러리, OX퀴즈)
- 세계의 기후변화
- 기후변화 원인
- 날씨만들기
- 태풍만들기
- 태풍속으로
- 태풍바람
- 토네이도
- 지진
- 지진해일
- 자연재해를막아라
- 기상탐험대

### 3전시관 - 예보의 과학
- [기상관측] 기상관측장비 퍼즐 맞추기와 소개
- [수치예측] 슈퍼컴퓨터 소개 및 수치예보 생산
- [예보생산] 일기예보 관련 퀴즈 및 일기도 그리기
- [통보] 기상캐스터 체험
- [활용] 날씨경영사업, 기상융합 서비스, 생활기상 정보, 폭염
- [기상관련 직업] 9가지의 기상관련 직업

## 위치와 오는방법
[자가용을 이용 시]
- 화랑교에서 ‘동촌유원지, 망우당공원’방면으로 우회전 후, 로터리 2시 방향 우회전, 약200m 직진 후 좌회전 과학관 진입
- 아양네거리에서 효동로를 따라 약1.2km 후 비보호 좌회전, 회전교차로에서 11시 방향으로 진입 후 우회전, 약 400m 후 우회전, 과학관 진입
- 주차 : 기상과학관 주차장에는 소형차 22대, 대형차 2대, 장애인차량 4대의 무료주차가 가능하며, 주차장이 부족할 경우, 기상과학관 내 이면주차 및 동촌유원지 주차장 또한 이용가능하다.

[버스 이용 시]
- 156, 808,북구3
  - 정류장 ‘동촌유원지’ 하차 후 도보 5분
  - 정류장 ‘대구지방기상청’ 하차 후 도보 4분

- 814, 518, 708, 849-1, 급행5, 555, 55
  - 정류장 ‘망우당공원앞’ 하차 후 도보 7분
  - 정류장 ‘망우당공원건너‘ 하차 후 도보 13분

- 814,555,55
  - 정류장 ’동문고등학교앞’ 하차 후 도보 11분

- 651
  - 정류장 ’조양회관건너’ 하차 후 도보 8분

[지하철 이용 시]
- 지하철 1호선 ‘아양교역 3번 출구’ 하차 후 도보 약30분

## 같이 보기
- 국립밀양기상과학관
- 국립충주기상과학관
- 국립전북기상과학관